# Hamlet Khanizade
Hamlet Khanizade (en azéri: Hamlet Bəbir oğlu Xanızadə; né le 5 juin 1941 à Chaghan et mort le 3 février 1990 à Bakou) est un acteur de théâtre et de cinéma azerbaïdjanais, artiste émérite de la RSS d'Azerbaïdjan (1982).

## Biographie
Hamlet Khanizade est né le 5 juin 1941 à Bakou, dans le village de Chaghan. En 1965, il est diplômé de l'Institut national des arts d'Azerbaïdjan M. Aliyev. Depuis 1964, il est acteur au Théâtre dramatique d'État d'Azerbaïdjan .
Parmi les rôles théâtraux de l'acteur, on peut citer ceux de Hasan Sabbah, Diable ( Iblis  de Huseyn Djavid), Qadjar (Vagif de Samed Vurgun), Mullah Abbas (Assemblée des fous de Jalil Mammadkulizade), Nizami (Les Atabeks Nariman Hasanzade), médecin (Slava ou un homme oublié de Nazym Hikmet), Akop (Khanuma d'Avksenti Sagareli), Glagolev (Carillons du Kremlin  de Nikolai Pogodin), Antonio (La Tempête de William Shakespeare) et d’autres .
Hamlet Khanizade était également connu comme acteur de cinéma. Il joue dans les films Mes sept fils (1970), Dernier passage (1971), Un coup dans le dos (1977), Babek (1979), Le précipice doré (1980), Après minuit (1981) et d’autres 